# Veridiana da Silva Prado
Veridiana da Silva Prado   (São Paulo, 11 de febrer de 1825 - São Paulo, 11 de juny de 1910) va ser una aristòcrata, terratinent i intel·lectual brasilera. Va tenir una influència significativa en la vida social, política i cultural de la ciutat de São Paulo al final de l'Imperi i al començament de la Primera República.
Va gestionar les propietats de la família Prado, que des del segle XVIII comerciava amb esclaus i sucre, i portava a Chácara Vila Maria un dels salons culturals més importants de São Paulo a la segona meitat del segle xix, que després es va conèixer com el Palau de Veridiana. Allà, va rebre artistes, científics, intel·lectuals i membres de la reialesa com l'emperador Pedro II del Brasil i la princesa Isabel.
Era filla d’Antônio da Silva Prado, baró d’Iguape, cafeter, comerciant de sucre i tropes, un dels paulistanos més rics de l’època, i de Maria Cândida de Moura Vaz. Els seus pares es van enfrontar als prejudicis socials i a les lleis, perquè la seva mare, Maria Cândida, era una dona divorciada. Es va casar amb el seu mig oncle Martinho da Silva Prado, però més tard es va separar, considerant-se el divorci un escàndol per a la societat de l'època. Tanmateix, va obtenir el beneplàcit de la família i va tenir 6 fills, 36 nets i 96 besnets.
Veridiana va criar els seus fills, que van tenir papers destacats en la política, els negocis i la vida social i cultural del país, inclòs Antônio da Silva Prado, el seu fill primogènit, que va ser ministre d’Estat, senador, diputat i primer alcalde de São Paulo (1899 a 1911); i Eduardo Paulo da Silva Prado, fundador de l'Acadèmia de les Lletres del Brasil.